# Retraite de Russie

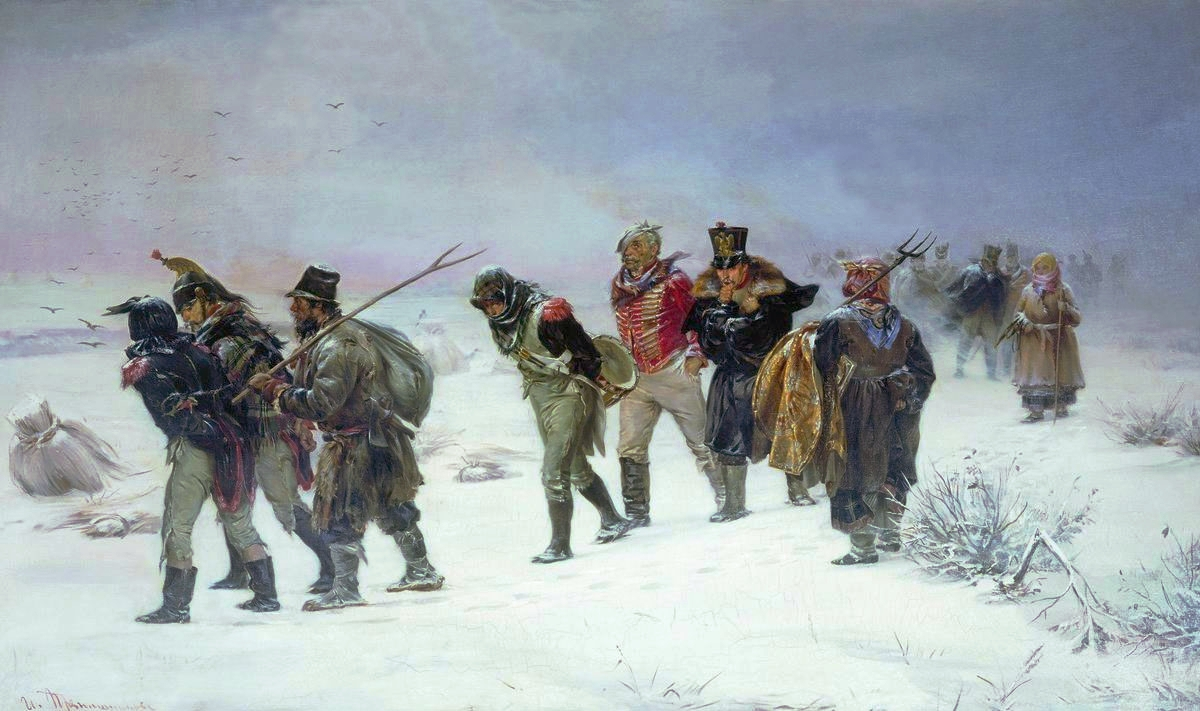
La Retraite des Français en 1812
Tableau d'Illarion Prianichnikov (1874).

La retraite de Russie désigne le repli en 1812 de l’armée napoléonienne vers les territoires de l'Empire français à l'issue de l'occupation de Moscou, pendant la campagne de Russie, et qui anéantit la quasi-totalité de l’armée impériale.

## Difficultés de la retraite

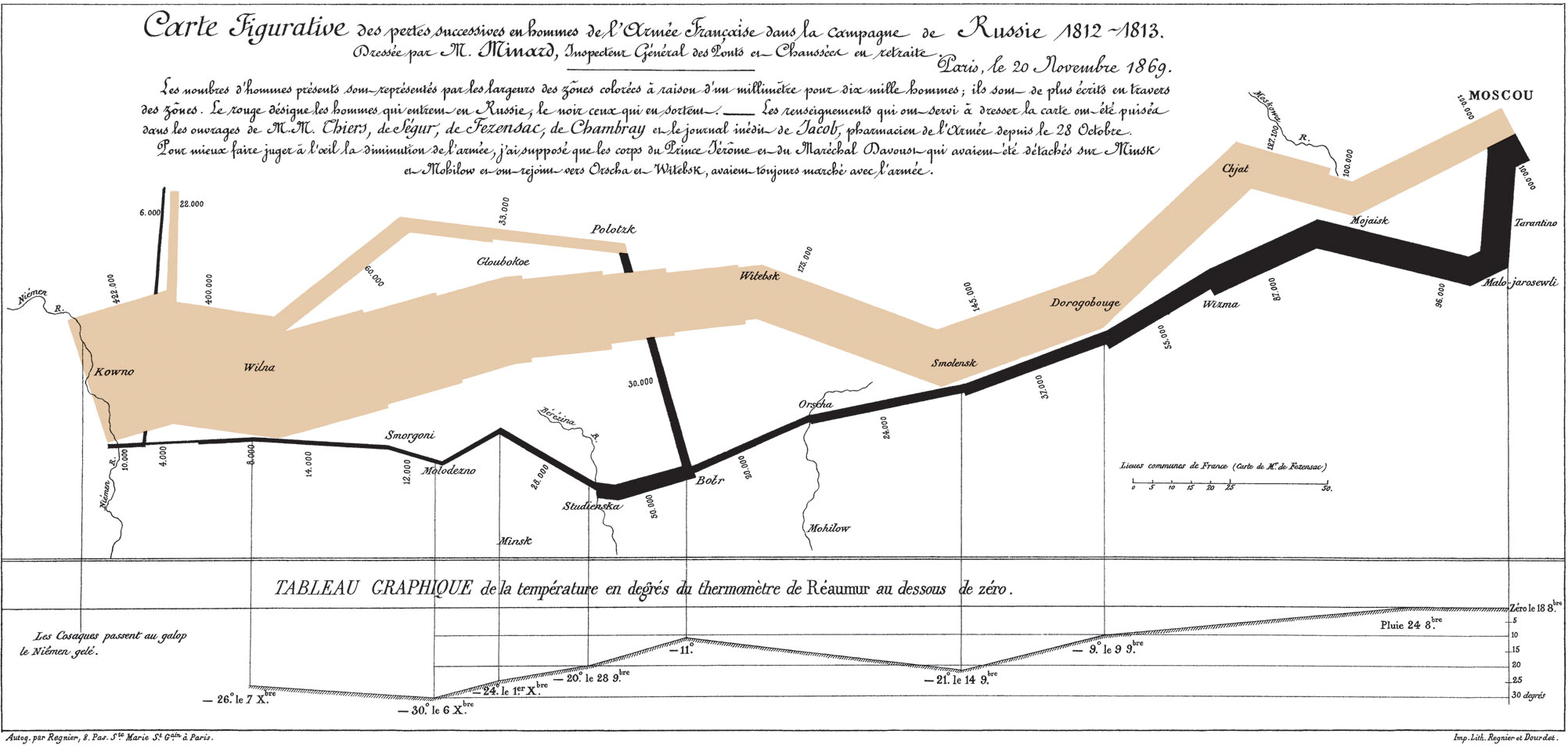
Carte figurative des pertes successives en hommes de l'armée française dans la campagne de Russie 1812-1813 de Charles Minard (1869) représentant graphiquement l'évaporation de la grande armée.

### Relâchement de l'armée napoléonienne
Pour Napoléon, Moscou est synonyme de déconvenue : le tsar Alexandre refuse de prendre contact avec lui. Il décide de ne pas passer l'hiver dans la ville conquise, de peur d'être coupé de ses arrières. À son départ, le 18 octobre 1812, la Grande Armée est désordonnée après ce temps de relâche, qui entame sa discipline et sa cohésion. Il en va de même pour les officiers qui ne veillent pas assez à l'équipement des hommes et des chevaux (vêtements appropriés au rude climat de la Russie, fers à crampons pour les montures). Les hommes se déplacent dès lors en bandes peu disciplinées allant jusqu'à pratiquer le pillage et le vol de vivres sur la route du retour.

### Dangers sur le chemin du retour

#### Le «général Hiver»
Cette relâche de la Grande Armée associée au froid environnant provoque des désastres. En effet, le froid et tout ce qu'il entraîne constituent désormais l'ennemi majeur de l'armée de Napoléon dans son retour vers la France. Le simple verglas suffit à tuer les chevaux : une fois à terre, il ne leur est plus possible de se relever et de continuer. De même, les hommes ne prennent pas la peine de faire fondre la neige afin d'abreuver leurs montures ; trop préoccupés par le froid, ils ne pensent qu'à se réchauffer. Les membres, engourdis, n'éprouvant pas la sensation de chaleur des feux de camp, ils s'approchent trop près de ceux-ci au point que certains meurent brûlés.

#### Politique de la terre brûlée

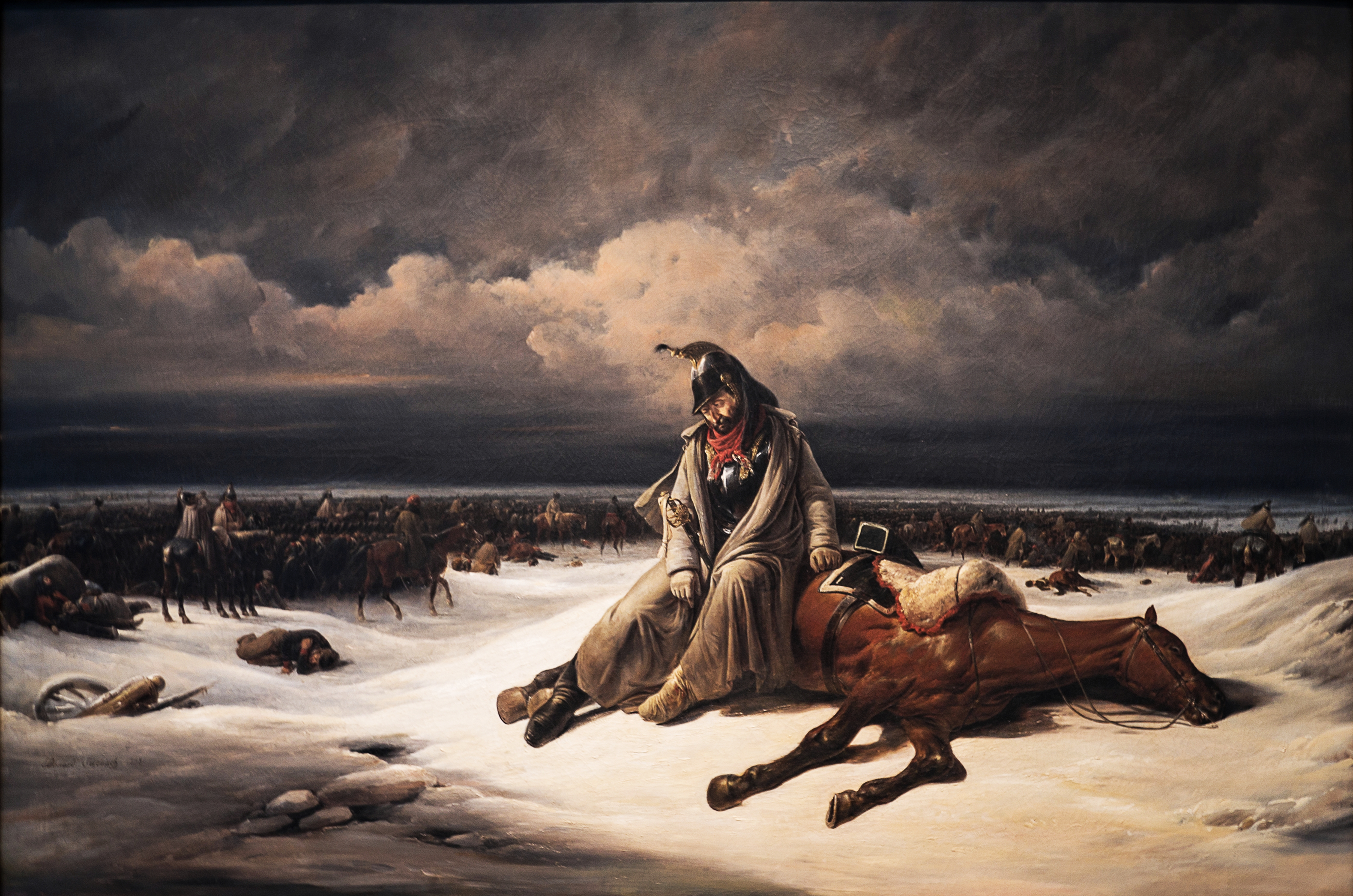
Retraite de Russie - Bernard-Édouard Swebach.

Tout au long de la campagne de Russie, l'armée russe, tout en livrant des combats de retardement, recule face à l'armée de Napoléon en appliquant la politique de la terre brûlée, détruisant sur son chemin vivres et récoltes avoisinantes. Les paysans cachent leurs vivres et leur bétail et attaquent les maraudeurs français. Le 24 octobre, Koutouzov coupe la route du sud à la Grande armée, à Maloïaroslavets : elle est forcée de prendre pour la retraite la même voie qu'à l'aller. Elle se trouve vite confrontée au manque de vivres. Des stocks amassés par l'armée sont pris d'assaut par les hommes indisciplinés et affamés, entraînant un gaspillage des ressources alimentaires.
Les chevaux servent aussi de nourriture aux hommes, des groupes d'hommes se forment autour des chevaux le long de la marche, ces chevaux portent les équipements et les provisions jusqu'à leur mort où ils sont dépecés et mangés sur-le-champ, certains hommes tuant leur monture dès l'instant où celle-ci commence à chanceler.

« Ceux qui n'avaient ni couteau, ni sabre, ni hache et dont les mains étaient gelées ne pouvaient manger (...) J'ai vu des soldats à genoux près des charognes mordre dans cette chair comme des loups affamés »

— Journal du Capitaine François, Charles-François François

« On nous faisait toujours marcher autant que possible derrière la cavalerie (...) afin que nous puissions nous nourrir avec les chevaux qu'ils laissaient en partant »

— Mémoires du Sergent Bourgogne, Adrien Bourgogne

#### Cas de cannibalisme
Poussés par le manque de nourriture et le grand froid, des soldats furent amenés à manger la chair d'autres soldats.
Roman Sołtyk raconte qu'il a payé six francs une soupe à base de chair et foies de trainards sortis des rangs.
Philippe-Paul de Ségur raconte que des soldats, ayant trouvé la mort dans des maisons incendiées, furent mangés par des soldats affamés qui « osèrent porter à leur bouche cette révoltante nourriture ».
Des cas d'autophagie sont rapportés par le chef d'escadron Eugène Labaume : « Les uns avaient perdu l'ouïe, d'autres la parole et beaucoup par excès de froid, étaient réduits à un état de stupidité frénétique qui leur faisait rôtir des cadavres pour les dévorer ou qui les poussait à se ronger les mains et les bras »,.

#### Harcèlement russe
S'ajoute à cela la peur des attaques russes ; elles font peser une menace sur les retardataires, les hommes de la Grande Armée égarés étant pris pour cibles et faits prisonniers. À Elnia, le général Augereau est capturé avec sa brigade. Vers Slavkovo, l'arrière-garde commandée par Davout subit de lourdes pertes, comme aussi les troupes de Ney, près de Krasnoïe, ce qui incite Napoléon à prendre un raccourci. Les Cosaques harcèlent l'armée de Napoléon, tentant de lui barrer le passage tout en se rassemblant pour le combat majeur que va connaître la retraite de Russie.

## Sortir de la Russie

### Bérézina

L'empereur et sa Grande Armée anéantie par le froid, à la bataille de la Bérézina.

Le 25 novembre, Napoléon à la tête de 50 000 hommes arrive face à la Bérézina. La Grande Armée est alors en mauvaise posture ; les Russes tiennent le seul pont de la région ; la rivière n'étant pas gelée, l'armée de Napoléon commence à être encerclée par trois corps d'armée ennemis. Napoléon, malgré la mauvaise posture dans laquelle il se trouve, reste confiant et refuse de se laisser abattre ; il envoie un détachement d'hommes vers l'aval de la rivière afin d'éloigner l'armée russe d'un endroit favorable à la traversée situé en amont de sa position. Les pontonniers de Napoléon se mettent à l'ouvrage, deux ponts sont rapidement construits, le premier long de 100 mètres et large de 4 est destiné au passage de l'armée, le second plus court et plus solide étant dédié au passage des voitures et marchandises. La traversée commence le 26 et se poursuit malgré quelques difficultés (quelques réparations sur les ponts et quelques assauts des Russes à repousser) jusqu'au 28 novembre. Le 28 commence une bataille d'artillerie : les boulets russes font de nombreuses victimes parmi les soldats à la traîne rassemblés contre les ponts pour la traversée. Les ponts sont détruits par le général Éblé et les pontonniers le 29 novembre, laissant une dizaine de milliers de retardataires aux mains des Russes, dont les soldats de la division Partouneaux.

### Défaite stratégique

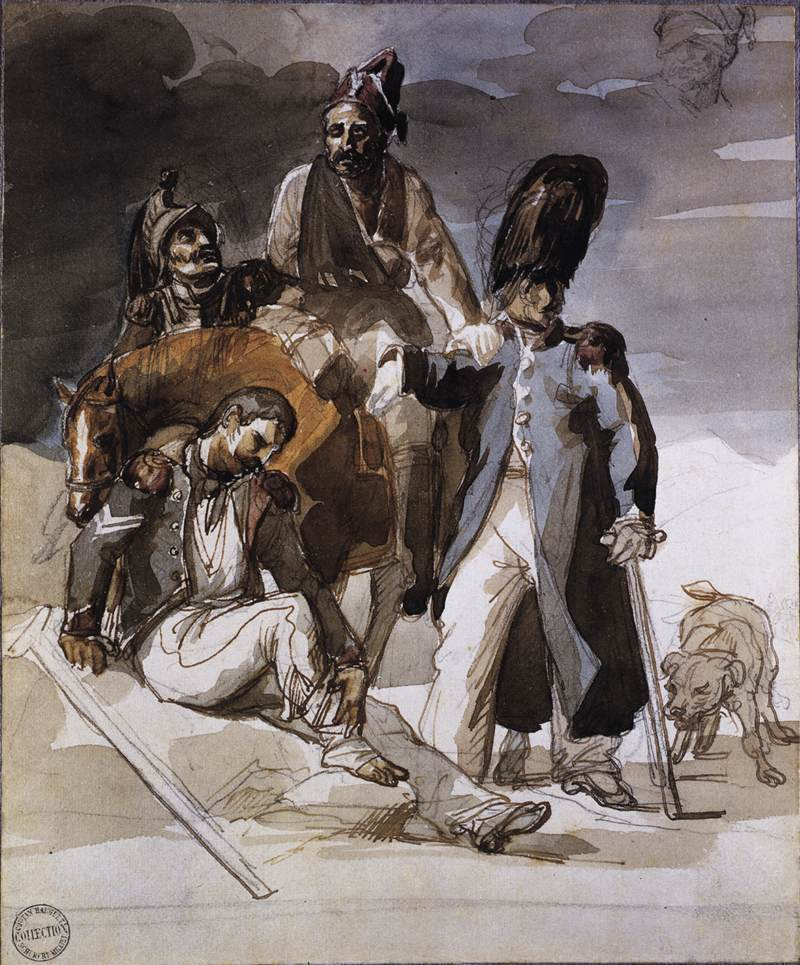
Soldats blessés, retraite de Russie
Théodore Géricault, vers 1814 vers
musée des Beaux-Arts de Rouen.

Le passage de la Bérézina est un succès pour la Grande Armée, qui échappe à l'anéantissement : Napoléon lui-même échappe à la capture. Soucieux de rétablir son prestige, inquiet de la conspiration du général Malet, l'empereur quitte Smorgoni le 5 décembre pour revenir en France, en voiture puis en traîneau. Il a confié le commandement à son beau-frère, le maréchal Murat. Le départ de Napoléon produit un effet déplorable sur la plupart des soldats.
Les débris de la Grande Armée arrivent le 9 décembre à Vilnius, mais ils ne peuvent y trouver des quartiers d'hiver. L'approche des cosaques les oblige à repartir et ils franchissent le Niémen le 13 décembre, sous la protection du maréchal Ney. Arrivé à son tour à Vilnius, le tsar Alexandre proclame une amnistie générale pour les Lituaniens et les Polonais.
Quelques jours plus tard, en signant la convention de Tauroggen avec le général prussien Yorck, la Russie entame la dislocation du système napoléonien : le but de guerre de Napoléon avait été précisément de faire entrer la Russie dans son système.

### Quartiers d'hiver

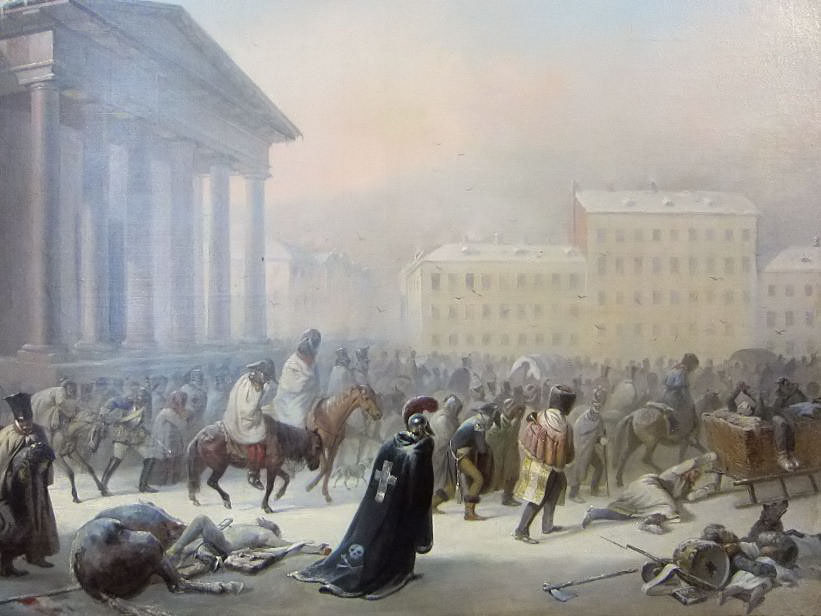
Les restes de la Grande Armée à Vilnius, toile de Georg Wilhelm Timm (1820–1895).

Parmi les survivants, beaucoup sont mutilés ou trop affaiblis pour porter les armes ; il ne reste qu'une légère ligne de défense pour faire face à l'avance des Russes, d'ailleurs presque aussi épuisés. Murat, avant de laisser le commandement à Eugène de Beauharnais, répartit ce qui reste des troupes dans leurs quartiers d'hiver. Un ordre du 31 décembre 1812 fixe les différents cantonnements :
- Garde impériale et état-major à Königsberg
- 1er corps à Toruń
- 2e corps à Marienburg
- 3e corps à Elbing
- 4e corps à Marienwerder
- 5e corps polonais à Varsovie
- 6e corps bavarois à Płock
- 7e corps saxon en transit entre Białystok et Varsovie
- 9e corps à Danzig

Le corps autrichien est à Ostrołęka. Les restes du 8e corps regagnent la Westphalie. Le 10e corps est à Tilsit, se retirant vers Königsberg : à la suite de la défection d'Yorck, seule la division Grandjean et quelques bataillons restent sous commandement français.
Le 7e corps saxon, réduit à 4 000  ou   5 000 hommes, est épuisé par la retraite et par un dernier combat près de Kalisz le 13 février 1813 ; l'infanterie se dirige vers Torgau sur l'Elbe où elle est mise au repos avec quelques milliers de nouvelles recrues de l'armée saxonne, tandis que la cavalerie, séparée pendant la bataille, se replie en Galicie autrichienne, puis en Bohême où elle reste jusqu'en mai 1813.

## Postérité

### Archéologie
Une des fosses communes, où leurs corps ont été sommairement ensevelis, a été mise au jour par l’équipe des archéologues et des scientifiques dirigée par le docteur Rimantas Jankauska, pathologiste à l’université de Vilnius. Il en ressort que les soldats ne sont pas morts au combat, mais de froid, de privation et de maladie (au moins 30 % de ces soldats seraient morts d’une maladie transmise par les poux, comme la fièvre des tranchées ou le typhus).

### Postérité littéraire
- Relation complète de la campagne de Russie en 1812, par le capitaine Eugène Labaume, Janet et Cotelle, Paris, 1820. (ouvrage numérisé par Google) « Je raconte ce que j'ai vu : témoin d'un des plus grands désastres qui aient jamais affligé une nation puissante, spectateur et acteur dans tout le cours de cette triste et mémorable expédition. J'ai écrit, jour par jour, les évènements qui ont frappé mes yeux, et je cherche seulement à communiquer les impressions que j'ai ressenties. C'est à la lueur de l'incendie de Moscou que j'ai décrit le sac de cette ville ; c'est sur les rives de la Bérézina que j'ai tracé le récit de ce fatal passage [. ]. Réduit, comme tous mes compagnons d'armes, à lutter contre les derniers besoins, transi de froid, tourmenté par la faim, tous mes sentiments semblaient s'être concentrés dans le désir de vivre pour conserver la mémoire de ce que je voyais ; animé par cet indicible désir, toutes les nuits, assis devant un mauvais feu, sous une température de vingt à vingt-deux degrés au-dessous de la glace, entouré de morts et de mourants, je retraçais les évènements de la journée. Le même couteau qui m'avait servi à dépecer du cheval pour me nourrir, était employé à tailler des plumes de corbeau ; un peu de poudre à canon, délayée dans le creux de ma main avec de la neige fondue, me tenaient lieu d'encre et d'écritoire. »
- Guerre et Paix, roman de Léon Tolstoï, publié en feuilleton entre 1865 et 1869 dans Le Messager russe, narre l’histoire de la Russie à l’époque de Napoléon Ier, notamment la campagne de Russie en 1812
- Balzac : dans Adieu publié en (1830), met en scène une femme séparée du militaire français qu'elle aimait lors du passage de la Bérézina, et devenue folle depuis. L'oncle de la jeune femme brosse le tableau le plus effrayant de cet épisode : « En quittant sur les neuf heures du soir les hauteurs de Stubzianka qu'ils avaient défendues pendant toute la journée du 28 novembre 1812, le maréchal Victor y laissa un millier d'hommes chargés de protéger jusqu'au dernier moment deux ponts construits sur la Bérézina qui subsistaient encore (…) ». Il décrit ensuite les soldats mourant de faim qui tuent les chevaux pour se nourrir, et la mort du mari de Stéphanie de Vandières, tué par un glaçon[18]. La bataille de la Bérézina et la retraite de Russie sont aussi évoquées dans La Peau de chagrin où le grenadier Gaudin de Witschnau a disparu .
- Dans Le Médecin de campagne, le commandant Genestas en fait un récit apocalyptique et il décrit la débandade de l'armée : « C'était pendant la retraite de Moscou. Nous avions plus l'air d'un troupeau de bœufs harassés que d'une grande armée[19]. ».
- On retrouve aussi cet affreux épisode guerrier dans le récit du général de Montriveau dans Autre étude de femme : « L'armée n'avait plus, comme vous le savez, de discipline et ne connaissait plus d'obéissance militaire. C'était un ramas d'hommes de toutes nations qui allaient instinctivement. Les soldats chassaient de leur foyer un général en haillons et pieds nus[20]. ».
- La retraite de Russie est évoquée dans la première partie du poème L'Expiation de Victor Hugo, publié en 1853 dans le recueil Les Châtiments : « Il neigeait. On était vaincu par sa conquête. Pour la première fois l'aigle baissait la tête. Sombres jours ! l'Empereur revenait lentement, Laissant derrière lui brûler Moscou fumant. Il neigeait... ».
- Fin 2012, l’écrivain français Sylvain Tesson entreprend un périple de Moscou à l’hôtel des Invalides afin de refaire à moto et motocyclette à panier adjacent Oural le trajet de la retraite de Russie[21], périple qu'il raconte dans son roman Berezina.

### Anecdote
Le mot « Sharomyzhnik » (en russe : шаромыжник), signifiant « profiteur », tire son origine des déserteurs affamés de la Grande Armée qui erraient dans les campagnes en mendiant de la nourriture, car ils s'adressaient aux Russes en employant la formule de salutation: "Cher ami",.
Le mot « Chval » (en russe : шваль), signifiant « pourriture », tire son origine des chevaux en décomposition de la Grande Armée.